# Nottaway Indijanci
Nottaway (Nottoway, Cheroenhaka, Mangoak, Mengwe), pleme američkih porodice Iroquoian srodni Meherrinima, Tuscarorama i Susquehannama, naseljeni duž istoimene rijeke u jugoistočnoj Virginiji. 

## Ime
Sami sebe Nottawayi su nazivali Cheroenhaka ili  “People at the Fork of the Steam,” dok su ih susjedna Algonquian plemena nazivali Nottaway, gujama ("adders") ili Mangoak ("stealthy," "treacherous.")

## Jezik
Jezik Nottaway Indijanaca bivši je član jezične porodice Iroquoian i srodan susjednim irokeškim jezicima tuscarora i meherrin. današnji Nottaway Indijanci (njih oko 50) služe se engleskim.

## Sela
Jedino njihovo selo poznato po imenu bilo je Winoack (Winoack Creek) .

## Povijest
U kolonijalnoj povijesti SAD-a Nottawayi nisu odigrali veću ulogu. Mooney je procijenio da ih je 1600. moglo biti oko 1,500, ali im se broj kasnije smanjuje što bi mogla biti posljedica epidemije boginja 1670. Prvi engleski kolonisti na područje Virginije dolaze 1607. godine ali s Nottawayima se ne susreću sve do 1650. Te godine u grad s nekih 400 stanovnika dolazi trgovac Edward Bland. Kontakti s Indijancima su rijetki a 1677. potpisuju i prvi mirovni ugovor. Nakon ustanka Tuscarora 1713. neki od Nottawaya pridružuju se ovom plemenu u velikoj migraciji za New York. Lawson izvještava da 1709. imaju tek jedan 'grad' s 3o ratnika ili oko stotinu duša sveukupno, no ovaj izvještaj ne podudara se s podacima William Byrda koji ih je susreo 1728. Za one Nottawaye koji su ostali u Virginiji Byrd kaže da imaju 300 duša a žive u 'gradu' zaštićenom palisadama, a nalazilo se na mjestu kasnije Kellove farme (Kello's farm). Kuće ovih Indijanaca nazivaju se 'duge kuće' (=long houses), nalik onima kod ostalih irokeških plemena. U prvoj polovici 19. stoljeća broj Nottawaya spao je na svega 47. Danas njih oko 50 živi u Virginiji (okrug Southampton) sa sjedištem u Franklinu. 

## Etnografija
Nottoway Indijanci pripadaju Sjeveroistočnom šumskom kulturnom području kao i njihovi susjedi Tuscarora, Powhatan i Pamlico. Tip kuća (long houses) i palisadama zaštićena sela glavne su karakteristike toga kraja. 

## Vanjske poveznice
- Cheroenhaka Nottoway Indian Tribe Official Site
- Nottoway Indian Tribe History